# Битва при Ангиари
Битва при Ангиари (Ангьяри) (итал. battaglia di Anghiari) — сражение между Миланом и Итальянской лигой, возглавляемой Флорентийской республикой, произошедшее 29 июня 1440 года у города Ангиари в ходе Ломбардских войн и окончившееся победой лиги.

## Ход событий
Войска лиги сосредоточились у Ангиари, маленького центра в Тоскане, и состояли из 4 тысяч папских войск во главе с кардиналом Людовико Тревизаном, флорентийского контингента примерно такой же численности и 300 всадников из Венеции во главе с Микелетто Аттендоло. По этому случаю на сторону лиги стали также некоторые мужчины из самого Ангиари.
Численно превосходившая миланская армия, возглавляемая знаменитым кондотьером Никколо Пиччинино от имени герцога Филиппо Мария Висконти, достигла места битвы 28 июня. К войскам миланцев присоединились 2 тысячи мужчин из близлежащего Сансеполькро. Уверенный в своём превосходстве и полагаясь на эффект неожиданности, Пиччинино приказал атаковать во второй половине следующего дня. Однако по дороге из Сансеполькро в Ангиари миланцы подняли такую пыль, что Микелетто Аттендоло заметил её, и вскоре войска лиги были приведены в боевую готовность.
Венецианские всадники Микелетто заблокировали миланский авангард на единственном мосту через канал, защищавший лагерь лиги. Они удерживали мост, сдерживая натиск врага и давая основной части войск лиги время подготовиться к бою, но в конечном счёте они были оттеснены миланским подкреплением во главе с капитанами Франческо Пиччинино и Асторре II Манфреди. Миланцы наступали, однако вскоре их правый фланг вступил в бой с папскими войсками и был вынужден отступить к мосту. Битва длилась четыре часа вплоть до проведения окружающего манёвра, целью которого было отрезать треть миланской армии, находившейся на стороне канала, занятого лигой. Сражение продолжалось и ночью, однако закончилось победой армии лиги.

## В искусстве
Спустя больше чем семьдесят лет битва при Ангиари стала сюжетом ныне утраченной фрески Леонардо да Винчи, известной благодаря копиям других художников.
Изменников, повешенных после битвы, изобразил на несохранившейся фреске флорентийский художник Андреа дель Кастаньо.